# Funaria pulchra
Funaria pulchra là một loài Rêu trong họ Funariaceae. Loài này được Dixon & P. de la Varde mô tả khoa học đầu tiên năm 1927.